# Phaeochroops curtulus
Phaeochroops curtulus är en skalbaggsart som beskrevs av Schmidt 1912. Phaeochroops curtulus ingår i släktet Phaeochroops och familjen Hybosoridae. Inga underarter finns listade i Catalogue of Life.